# Iacobeni (okręg Jassy)
Iacobeni – wieś w Rumunii, w okręgu Jassy, w gminie Vlădeni. W 2011 roku liczyła 273 mieszkańców.